# Väströna
Väströna är det allmänna umgägesspråket och ett lingua franca i J R R Tolkiens fantasivärld Midgård, i vilken bland annat Trilogin om Härskarringen utspelar sig. Väströnan är ett människospråk med inslag av alvspråk och talades ursprungligen av dúnedain.
Väströnan härstammar från adûnaiskan som talades i Númenor.